# Polypauropus latebricolus
Polypauropus latebricolus är en mångfotingart som beskrevs av Ulf Scheller 1994. Polypauropus latebricolus ingår i släktet Polypauropus och familjen Polypauropodidae. Inga underarter finns listade i Catalogue of Life.